# Pseudorbitoides
Pseudorbitoides es un género de foraminífero bentónico de la subfamilia Pseudorbitoidinae, de la familia Pseudorbitoididae, de la superfamilia Rotalioidea, del suborden Rotaliina y del orden Rotaliida. Su especie tipo es Pseudorbitoides trechmanni. Su rango cronoestratigráfico abarca desde el Campaniense hasta el Maastrichtiense (Cretácico superior).

## Clasificación
Pseudorbitoides incluye a las siguientes especies:
- Pseudorbitoides curacaoensis †
- Pseudorbitoides israelskyi †
- Pseudorbitoides longispiralis †
- Pseudorbitoides rutteni †
- Pseudorbitoides trechmanni †
  - Pseudorbitoides trechmanni pectinata †
- Pseudorbitoides yini †